# プムズィレ・ムランボ＝ヌクカ
プムズィレ・ムランボ＝ヌクカ（Phumzile Mlambo-Ngcuka, 1955年11月3日 - ）は、南アフリカ共和国の政治家、国際公務員。2013年から現職の国連事務次長およびUNウィメン事務局長。南アフリカ共和国で女性初の副大統領（2005年 - 2008年）、鉱物・エネルギー大臣（1999年 - 2005年）、貿易産業省副大臣（1996年 - 1999年）を歴任。

## 学歴
1980年にレソト国立大学を卒業し、教育学・社会科学で学士号を取得。その後、2003年にケープタウン大学大学院を卒業し、哲学で修士号を取得。さらに2013年にウォーリック大学大学院博士課程を卒業し、博士号を取得。
大学卒業後2年間クワズール・ナタール州で教師を務め、1984年から5年間ジュネーヴにある世界キリスト教女子青年会（YWCA）で女子青年部コーディネーターとして勤務。
また、1987年から2年間はケープタウンにある非政府組織TEAMでスコッターの女性支援に携わり、アフリカのキリスト教会を通じて経済的自立を支援した。1993年には自身のコンサルティング・ファーム「プメレラ・サービス」を立ち上げた。

## 政治家として

### 国会議員
1994年に南アフリカ国会議員となり、公共サービスポートフォリオ委員会の委員長に就任。1996年から1999年まで貿易産業省副大臣を務めた。1997年からはアフリカ民族会議（ANC）に加入し、西ケープ州ANCの副会長に就任した。
1999年に鉱物・エネルギー大臣に就任。任期中には、改正採掘権法の制定を推進。この法律により、国営企業による鉱産資源独占の時代が終了した。この「利用するか放棄するか」という政策方針により、かつて差別されていた黒人住民を含むより多くの領域の人々が鉱業に参入できるようになった。また、2004年には2月から4月の2カ月間、芸術文化・科学技術大臣を兼任した。
また、2005年には南部アフリカ開発共同体によるジンバブエでの選挙監視にも携わった。

### 副大統領時代

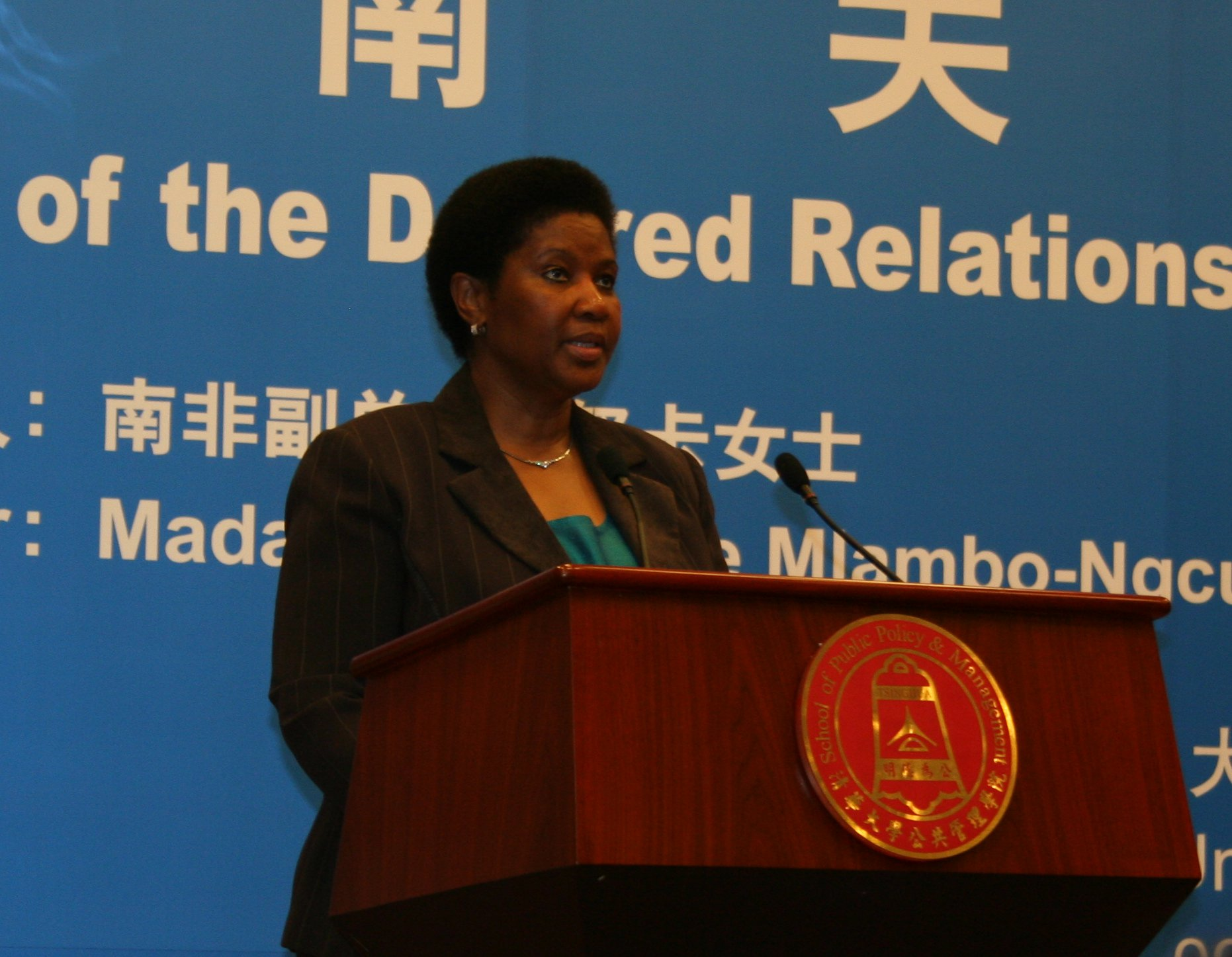
中国・清華大学公共管理学院において演説するムランボ＝ヌクカ

2005年6月22日、大統領タボ・ムベキから副大統領候補として指名され、南アフリカ初の女性副大統領となった。ジェイコブ・ズマを罷免してから1週間後の出来事である。ムランボ＝ヌクカの夫ブレラニ・ヌクカは当時検察庁長官であり、組織犯罪と闘っていた。その中で、検察庁はズマに対して汚職疑惑をかけ、組織犯罪と関係していると判断した。彼女が副大統領に就任してすぐ、ズマの支持者たちはクワズール・ナタール州で開かれた集会においてムランボ＝ヌクカを非難した。8月には国内の土地改革が遅々として進まないことに対してジンバブエの土地改革から学ぶことができると言及し、議会で非難された。
2007年12月にはズマ支持派に押され、ANC全国執行委員会での役職を失った。
その後、2008年9月にムベキが全国執行委員会から辞職。それに伴ってムランボ＝ヌクカを含む大臣の多くが辞任した。
2009年2月の後半、国民会議に加入した。

## UNウィメン事務局長として
2013年7月10日、国連事務総長潘基文からUNウィメン事務局長に指名された。ミシェル・バチェレから職を引き継ぎ、8月23日に就任した。
事務局長としてピュブリシス・グループなどと連携しHeForSheを主導。
UNウィメンの職に加え、2015年から2017年まで世界銀行諮問委員を務め、ジェンダーと発展を担当した。
2021年8月17日、事務局長を退任。
2022年4月29日、日本国の春の叙勲により旭日大綬章を受章した。